# Lista de destinos da TAP Air Portugal
Em março de 2015, a TAP Air Portugal voava para 84 destinos na África, nas Américas, na Ásia e na Europa. Esta lista não inclui os fretamentos irregulares, mas inclui os destinos servidos pela Portugália Airlines operando como TAP Express.

## Lista
A seguir é apresentada uma lista de destinos para os quais a companhia aérea voa de acordo com seus serviços regulares.
| País                           | Cidade                                  | Aeroporto                                                                     | Observações           |
| ------------------------------ | --------------------------------------- | ----------------------------------------------------------------------------- | --------------------- |
| Argélia                        | Argel                                   | Aeroporto Houari Boumediene                                                   |                       |
| Angola                         | Luanda                                  | Aeroporto Quatro de Fevereiro                                                 |                       |
| Argentina                      | Buenos Aires                            | Aeroporto Internacional Ministro Pistarini                                    | Terminado             |
| Áustria                        | Viena                                   | Aeroporto Internacional de Viena                                              |                       |
| Bélgica                        | Bruxelas                                | Aeroporto de Bruxelas                                                         |                       |
| Brasil                         | Belém                                   | Aeroporto Internacional Val de Cans                                           |                       |
| Brasil                         | Belo Horizonte                          | Aeroporto Internacional Tancredo Neves                                        |                       |
| Brasil                         | Brasília                                | Aeroporto Internacional de Brasília                                           |                       |
| Brasil                         | Campinas                                | Aeroporto Internacional de Campinas – Viracopos                               | Terminado             |
| Brasil                         | Fortaleza                               | Aeroporto Internacional de Fortaleza – Pinto Martins                          |                       |
| Brasil                         | Maceió                                  | Aeroporto Internacional de Maceió                                             |                       |
| Brasil                         | Manaus                                  | Aeroporto Internacional Eduardo Gomes                                         | Terminado             |
| Brasil                         | Natal                                   | Aeroporto Internacional de São Gonçalo do Amarante – Governador Aluízio Alves |                       |
| Brasil                         | Porto Alegre                            | Aeroporto Internacional Salgado Filho                                         |                       |
| Brasil                         | Recife                                  | Aeroporto Internacional de Recife/Guararapes – Gilberto Freyre                |                       |
| Brasil                         | Rio de Janeiro                          | Aeroporto Internacional do Rio de Janeiro – Galeão                            |                       |
| Brasil                         | Salvador                                | Aeroporto Internacional Deputado Luís Eduardo Magalhães                       |                       |
| Brasil                         | São Paulo                               | Aeroporto Internacional de São Paulo – Guarulhos                              |                       |
| Canadá                         | Montreal                                | Aeroporto Internacional de Montréal – Pierre Elliott Trudeau                  |                       |
| Canadá                         | Toronto                                 | Aeroporto Internacional de Toronto Pearson                                    |                       |
| Cabo Verde                     | Boa Vista                               | Aeroporto Internacional Aristides Pereira                                     |                       |
| Cabo Verde                     | Praia                                   | Aeroporto Internacional Nelson Mandela                                        |                       |
| Cabo Verde                     | Sal                                     | Aeroporto Internacional Amílcar Cabral                                        |                       |
| Cabo Verde                     | São Vicente                             | Aeroporto Cesária Évora                                                       |                       |
| Colômbia                       | Bogotá                                  | Aeroporto Internacional El Dorado                                             | Terminado             |
| Croácia                        | Dubrovnik                               | Aeroporto de Dubrovnik                                                        | Terminado             |
| Croácia                        | Zagreb                                  | Aeroporto de Zagreb                                                           |                       |
| Cuba                           | Varadero                                | Aeroporto Juan Gualberto Gómez                                                | Terminado             |
| Curaçao                        | Willemstad                              | Aeroporto Internacional Hato                                                  | Terminado             |
| Chéquia                        | Praga                                   | Aeroporto de Praga Václav Havel                                               |                       |
| República Democrática do Congo | Quinxassa                               | Aeroporto N'djili                                                             | Terminado             |
| Dinamarca                      | Copenhaga                               | Aeroporto de Copenhaga                                                        |                       |
| República Dominicana           | Punta Cana                              | Aeroporto Internacional de Punta Cana                                         | Terminado             |
| Estónia                        | Tallinn                                 | Aeroporto de Tallinn                                                          | Terminado             |
| Finlândia                      | Helsínquia                              | Aeroporto de Helsínquia                                                       |                       |
| França                         | Bordéus                                 | Aeroporto de Bordéus–Mérignac                                                 |                       |
| França                         | Lyon                                    | Aeroporto de Lyon–Saint-Exupéry                                               |                       |
| França                         | Marselha                                | Aeroporto de Marselha Provença                                                |                       |
| França                         | Nantes                                  | Aeroporto de Nantes Atlantique                                                |                       |
| França                         | Nice                                    | Aeroporto de Nice Côte d'Azur                                                 |                       |
| França                         | Paris                                   | Aeroporto Charles de Gaulle                                                   | Terminado             |
| França                         | Paris                                   | Aeroporto de Orly                                                             |                       |
| França                         | Toulouse                                | Aeroporto de Toulouse–Blagnac                                                 |                       |
| Gâmbia                         | Banjul                                  | Aeroporto Internacional de Banjul                                             |                       |
| Alemanha                       | Berlim                                  | Aeroporto de Berlim Brandenburgo                                              |                       |
| Alemanha                       | Berlim                                  | Aeroporto de Berlim Schönefeld                                                | Aeroporto Encerrado   |
| Alemanha                       | Berlim                                  | Aeroporto de Berlim Tegel                                                     | Aeroporto Encerrado   |
| Alemanha                       | Colónia                                 | Aeroporto de Colónia Bona                                                     | Terminado             |
| Alemanha                       | Düsseldorf                              | Aeroporto de Düsseldorf                                                       |                       |
| Alemanha                       | Frankfurt am Main                       | Aeroporto de Frankfurt am Main                                                |                       |
| Alemanha                       | Hamburgo                                | Aeroporto de Hamburgo                                                         |                       |
| Alemanha                       | Hanôver                                 | Aeroporto de Hanôver                                                          | Terminado             |
| Alemanha                       | Munique                                 | Aeroporto de Munique                                                          |                       |
| Alemanha                       | Estugarda                               | Aeroporto de Estugarda                                                        |                       |
| Gana                           | Acra                                    | Aeroporto Internacional Kotoka                                                |                       |
| Grécia                         | Atenas                                  | Aeroporto Internacional de Atenas                                             | Terminado             |
| Guiné                          | Conacri                                 | Aeroporto de Conacri                                                          |                       |
| Guiné-Bissau                   | Bissau                                  | Aeroporto Internacional Osvaldo Vieira                                        |                       |
| Hungria                        | Budapeste                               | Aeroporto Internacional de Budapeste Ferenc Liszt                             |                       |
| Irlanda                        | Dublin                                  | Aeroporto de Dublin                                                           |                       |
| Israel                         | Tel Aviv                                | Aeroporto Ben Gurion                                                          |                       |
| Itália                         | Bolonha                                 | Aeroporto de Bolonha Guglielmo Marconi                                        |                       |
| Itália                         | Florença                                | Aeroporto de Florença                                                         |                       |
| Itália                         | Milão                                   | Aeroporto de Milão Linate                                                     | Terminado             |
| Itália                         | Milão                                   | Aeroporto de Milão Malpensa                                                   |                       |
| Itália                         | Nápoles                                 | Aeroporto Internacional de Nápoles                                            |                       |
| Itália                         | Roma                                    | Aeroporto Leonardo da Vinci–Fiumicino                                         |                       |
| Itália                         | Turim                                   | Aeroporto de Turim                                                            | Terminado             |
| Itália                         | Veneza                                  | Aeroporto de Veneza Marco Polo                                                |                       |
| Costa do Marfim                | Abidjã                                  | Aeroporto Internacional Félix-Houphouët-Boigny                                |                       |
| Luxemburgo                     | Cidade do Luxemburgo                    | Aeroporto do Luxemburgo Findel                                                |                       |
| Mali                           | Bamaco                                  | Aeroporto Internacional de Bamaco–Sénou                                       | Terminado             |
| México                         | Cancún                                  | Aeroporto Internacional de Cancún                                             |                       |
| Macau                          | Macau                                   | Aeroporto Internacional de Macau                                              | Terminado             |
| Marrocos                       | Agadir                                  | Aeroporto de Agadir–Al Massira                                                | Sazonal               |
| Marrocos                       | Casablanca                              | Aeroporto Internacional Mohammed V                                            |                       |
| Marrocos                       | Marraquexe                              | Aeroporto de Marraquexe Menara                                                |                       |
| Marrocos                       | Ujda                                    | Aeroporto Angads                                                              |                       |
| Marrocos                       | Tânger                                  | Aeroporto de Tânger Ibn Battouta                                              |                       |
| Moçambique                     | Maputo                                  | Aeroporto Internacional de Maputo                                             |                       |
| Moçambique                     | Beira                                   | Aeroporto da Beira                                                            | Terminado             |
| Países Baixos                  | Amesterdão                              | Aeroporto de Amesterdão Schiphol                                              |                       |
| Nigéria                        | Cano                                    | Aeroporto Internacional Mallam Aminu Kano                                     | Terminado             |
| Noruega                        | Oslo                                    | Aeroporto de Oslo Fornebu                                                     | Aeroporto Encerrado   |
| Noruega                        | Oslo                                    | Aeroporto de Oslo Gardermoen                                                  |                       |
| Panamá                         | Cidade do Panamá                        | Aeroporto Internacional Tocumen                                               | Terminado             |
| Polónia                        | Varsóvia                                | Aeroporto de Varsóvia Chopin                                                  |                       |
| Portugal                       | Faro                                    | Aeroporto de Faro                                                             |                       |
| Portugal                       | Funchal                                 | Aeroporto da Madeira                                                          | Focus city            |
| Portugal                       | Horta                                   | Aeroporto da Horta                                                            | Terminado             |
| Portugal                       | Lisboa                                  | Aeroporto de Lisboa Humberto Delgado                                          | Hub                   |
| Portugal                       | Pico                                    | Aeroporto do Pico                                                             | Terminado             |
| Portugal                       | Ponta Delgada                           | Aeroporto João Paulo II                                                       |                       |
| Portugal                       | Porto                                   | Aeroporto Francisco de Sá Carneiro                                            | Focus city            |
| Portugal                       | Porto Santo                             | Aeroporto de Porto Santo                                                      | Sazonal               |
| Portugal                       | Santa Maria                             | Aeroporto de Santa Maria                                                      | Terminado             |
| Portugal                       | Terceira                                | Base Aérea das Lajes                                                          |                       |
| República do Congo             | Brazavile                               | Aeroporto Maya-Maya                                                           | Terminado             |
| Roménia                        | Bucareste                               | Aeroporto Internacional Henri Coandă                                          | Terminado             |
| Rússia                         | Moscovo                                 | Aeroporto de Moscovo Domodedovo                                               | Terminado             |
| Rússia                         | São Pertersburgo                        | Aeroporto Pulkovo                                                             | Terminado             |
| Senegal                        | Dacar                                   | Aeroporto Internacional Blaise Diagne                                         |                       |
| Senegal                        | Dacar                                   | Aeroporto Internacional Léopold Sédar Senghor                                 | Terminado             |
| Sérvia                         | Belgrado                                | Aeroporto de Belgrado Nikola Tesla                                            | Terminado             |
| África do Sul                  | Cidade do Cabo                          | Aeroporto Internacional da Cidade do Cabo                                     |                       |
| África do Sul                  | Joanesburgo                             | Aeroporto Internacional O. R. Tambo                                           | Terminado             |
| Espanha                        | Corunha                                 | Aeroporto da Corunha                                                          | Terminado             |
| Espanha                        | Alicante                                | Aeroporto de Alicante–Elche                                                   |                       |
| Espanha                        | Astúrias                                | Aeroporto das Astúrias                                                        |                       |
| Espanha                        | Barcelona                               | Aeroporto de Barcelona–El Prat                                                |                       |
| Espanha                        | Bilbau                                  | Aeroporto de Bilbau                                                           |                       |
| Espanha                        | Fuerteventura                           | Aeroporto de Fuerteventura                                                    |                       |
| Espanha                        | Ibiza                                   | Aeroporto de Ibiza                                                            |                       |
| Espanha                        | Las Palmas de Gran Canaria              | Aeroporto da Grande Canária                                                   |                       |
| Espanha                        | Madrid                                  | Aeroporto de Madrid–Barajas Adolfo Suárez                                     |                       |
| Espanha                        | Málaga                                  | Aeroporto de Málaga                                                           |                       |
| Espanha                        | Oviedo                                  | Aeroporto de Oviedo                                                           | Terminado             |
| Espanha                        | Santiago de Compostela                  | Aeroporto de Santiago de Compostela                                           |                       |
| Espanha                        | Sevilha                                 | Aeroporto de Sevilha                                                          |                       |
| Espanha                        | Valência                                | Aeroporto de Valência                                                         |                       |
| Espanha                        | Vigo                                    | Aeroporto de Vigo–Peinador                                                    | Terminado             |
| Suécia                         | Gotemburgo                              | Aeroporto de Gotemburgo Landvetter                                            | Terminado             |
| Suécia                         | Estocolmo                               | Aeroporto de Estocolmo Arlanda                                                |                       |
| Suíça França Alemanha          | Basileia Mulhouse Friburgo na Brisgóvia | EuroAeroporto Basileia Mulhouse Friburgo                                      |                       |
| Suíça                          | Genebra                                 | Aeroporto de Genebra                                                          |                       |
| Suíça                          | Zurique                                 | Aeroporto de Zurique                                                          |                       |
| São Tomé e Príncipe            | São Tomé                                | Aeroporto Internacional de São Tomé                                           |                       |
| Tailândia                      | Banguecoque                             | Aeroporto Internacional Don Mueang                                            | Terminado             |
| Tunísia                        | Djerba                                  | Aeroporto Internacional de Djerba–Zarzis                                      | Sazonal               |
| Tunísia                        | Monastir                                | Aeroporto Internacional Monastir Habib Bourguiba                              | Sazonal               |
| Reino Unido                    | Londres                                 | Aeroporto de Londres Cidade                                                   | Terminado             |
| Reino Unido                    | Londres                                 | Aeroporto de Gatwick                                                          |                       |
| Reino Unido                    | Londres                                 | Aeroporto de Heathrow                                                         |                       |
| Reino Unido                    | Manchester                              | Aeroporto de Manchester                                                       |                       |
| Reino Unido                    | Newcastle upon Tyne                     | Aeroporto de Newcastle                                                        | Terminado             |
| Estados Unidos                 | Boston                                  | Aeroporto Internacional Logan                                                 |                       |
| Estados Unidos                 | Chicago                                 | Aeroporto Internacional O'Hare                                                |                       |
| Estados Unidos                 | Miami                                   | Aeroporto Internacional de Miami                                              |                       |
| Estados Unidos                 | Cidade de Nova Iorque                   | Aeroporto Internacional John F. Kennedy                                       |                       |
| Estados Unidos                 | Newark                                  | Aeroporto Internacional Newark Liberty                                        |                       |
| Estados Unidos                 | São Francisco                           | Aeroporto Internacional de São Francisco                                      |                       |
| Estados Unidos                 | Los Angeles                             | Aeroporto Internacional de Los Angeles                                        | A partir de Maio 2025 |
| Estados Unidos                 | Washington, D.C.                        | Aeroporto Internacional de Washington Dulles                                  |                       |
| Venezuela                      | Caracas                                 | Aeroporto Internacional Simón Bolívar                                         |                       |
| Zimbabwe                       | Harare                                  | Aeroporto Internacional de Harare                                             | Terminado             |

## Leituras adicionais
- «TAP Portugal further strengthens position in Brazil with new destinations and Gol partnership». Centre for Aviation. 27 de fevereiro de 2014. Cópia arquivada em 6 de julho de 2014
- «TAP Portugal diversifies Latin America network with links to Star Alliance hubs Bogota & Panama City». Centre for Aviation. 24 de dezembro de 2013. Cópia arquivada em 6 de julho de 2014